# Apple Valley (Minnesota)
Apple Valley è una città nel nord-ovest della contea di Dakota nello Stato del Minnesota e un sobborgo delle Twin Cities. Al censimento del 2010 la popolazione della città era di 49 084 abitanti, rendendola così la 18ª città più popolosa del Minnesota. Nel 2013, Money Magazine ha posizionato Apple Valley al 17º posto nella lista dei migliori posti per vivere negli Stati Uniti, un aumento rispetto dal 20º nel 2010, 24º nel 2008 e 28º nel 2007.

## Geografia fisica
Secondo l'Ufficio del censimento degli Stati Uniti, ha una superficie totale di 17,56 mi² (45,48 km²).

## Storia

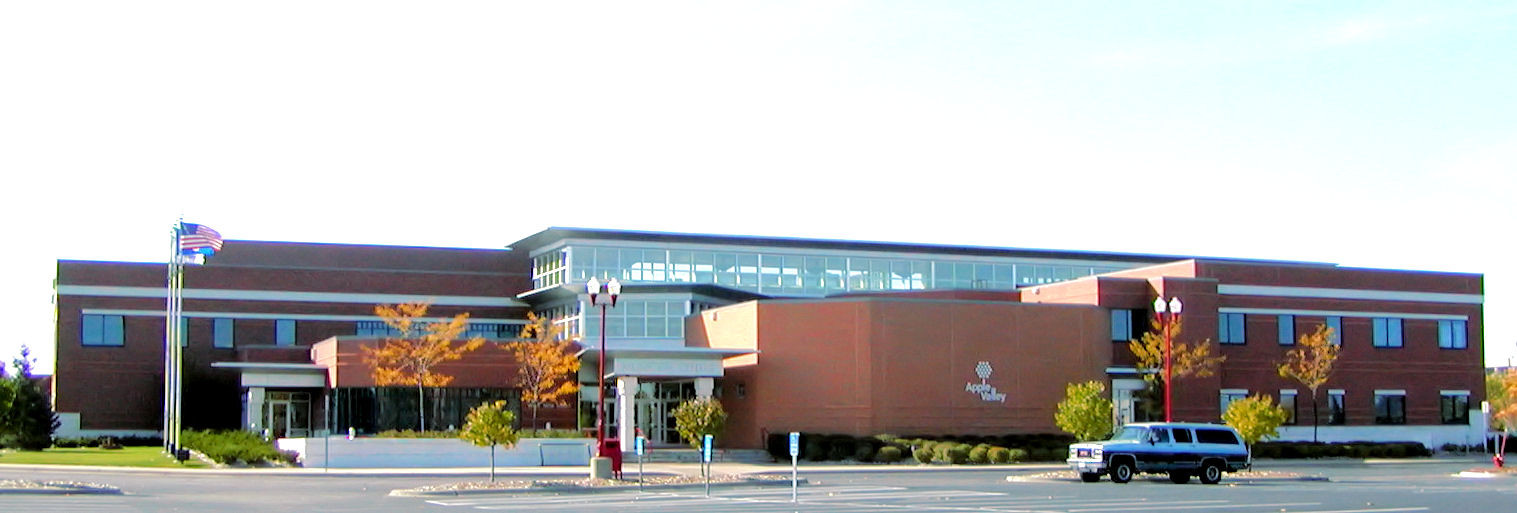
Edificio municipale di Apple Valley

L'area che divenne Apple Valley fu colonizzata nel 1958 come Lebanon Township e rimase una comunità agricola per quasi un secolo. A metà degli anni 1950, gli sviluppi residenziali iniziarono a sostituire i terreni agricoli. Orrin Thompson, un imprenditore immobiliare, è stato responsabile dello sviluppo iniziale della città. Contrattò una società per determinare dove sarebbe la prossima crescita nelle Twin Cities. Era a mezzo miglio dalla County Road 42 e Cedar Avenue. Thompson comprò le prime case e strade dai Broback, che costruirono le prime quattro case della città. L'azienda che selezionò quest'area si trovava ad Apple Valley, in California, quindi Thompson prese spunto da questo nome per lo sviluppo. Tuttavia, esiste una spiegazione alternativa per il cambio del nome. Secondo lo sviluppatore locale Henry Broback, la Lebanon Township cambiò nome in Apple Valley perché "... quando si guida verso est sulla (County Road) 42 e si gira per entrare a Lebanon, ricorda loro Apple Valley, California, che era una bella comunità".
Gli elettori della township votarono a favore dell'incorporazione durante le elezioni generali del 1968. Scelsero anche il nome di Apple Valley in favore di Lebanon Valley con 1376 sì e 757 no.

## Società

### Evoluzione demografica
Secondo il censimento del 2010, la popolazione era di 49 084 abitanti.

### Etnie e minoranze straniere
Secondo il censimento del 2010, la composizione etnica della città era formata dall'83,8% di bianchi, il 5,5% di afroamericani, lo 0,4% di nativi americani, il 5,3% di asiatici, lo 0,1% di oceanici, il 2,0% di altre etnie, e il 3,0% di due o più etnie. Ispanici o latinos di qualunque etnia erano il 4,9% della popolazione.